# Ferdinand Chaffart
Ferdinand Chaffart, dit Fred Chaffart, né le 5 février 1936 à Deurne et mort à Tirlemont le 22 février 2010, est un homme d'affaires belge.
Il fut notamment le dernier président du conseil d'administration de la compagnie aérienne nationale Sabena, qui fit faillite le 7 novembre 2001.

## Biographie
Après avoir étudié les sciences commerciales au Rijkshandelshogeschool d'Anvers il suivit le Senior Executive Program de l'université Stanford aux États-Unis.